# Bélmező
Bélmező (románul: Lunca Mărcușului) falu Romániában, Kovászna megyében.

## Lakosság
1910-ben csak 4 magyar lakosa volt, míg 1960-ban már csak 2. 2002-ben 422 lakosa mind román.

## Orbán Balázs leírása Bélmező váráról
A falun felül jobbpartilag Nyárádba szakadó Bélmező pataka mellett levő Bélmező vára. A nevezett patak balpartján egy szeszélyes idomú sziklaszál emelkedik fel, minden oldalról oly függélyes meredeken, hogy csak keleti oldalán lehet nagy ügygyel-bajjal feljutni a sziklacsúcs azon átmetszése, mely ott mély sziklafolyosót alkot, valamint az alább levő sziklabarlang is egyaránt a természet műve; emberi erődítés csakis az említett keleti oldal alján van, hol egy még most is 4 öl mélységű és ily szélességű sáncz köríti a hegyet. E szerint ez legfelebb alkalmi menhely volt, hol a megmászhatlan sziklacsúcs tetején néhány család megvonhatta magát, s honnan kővel is agyon verhették az ellenséget. Az említett gyengébb keleti oldalon levő sáncz nevelte a természetileg erős helynek védképességét. A nép rejtett kincset hiszen ottan, s azért untalan túrják-fúrják e sziklahegyet.
Dénes József várlistáján is szerepel a vár neve.